# Insolentipalpus
Insolentipalpus — рід совкових з підродини совок-п'ядунів який зустрічається в Індонезії.

## Систематика
У складі роду:
- Insolentipalpus acypera Hampson, 1902
- Insolentipalpus biagi Bethune-Baker, 1908
- Insolentipalpus mesogramma Hampson, 1912
- Insolentipalpus ochreopunctata Bethune-Baker, 1908
- Insolentipalpus olivens Bethune-Baker, 1908
- Insolentipalpus phaeocrota Hampson
- Insolentipalpus phanerograpta Hampson